# ماتیک سرخ
«ماتیک سرخ» ترانه‌ای از هنرمند اهل باربادوس ریانا است. این ترانه در آلبوم تاک دت تاک قرار داشت.